# Bröstarvinge
En bröstarvinge är arvlåtarens barn och barnbarn och så vidare i rakt nedstigande led (avkomlingar).

## Bröstarvingar i olika länders lagstiftning

### Sverige
Bröstarvingar omfattas av den så kallade laglotten som stadgas i 7 kapitlet ärvdabalken (1958:637).
| ”                        | Närmaste arvingar på grund av skyldskap äro arvlåtarens avkomlingar (bröstarvingar). Arvlåtarens barn taga lika lott. Är barn dött, skola dess avkomlingar träda i dess ställe, och skall var gren taga lika lott. | „ |
| – 2 kap. 1 § ärvdabalken | |   |